# Maciej Szostak
Maciej Szostak – polski prawnik, filozof, profesor nauk prawnych, nauczyciel akademicki na Wydziale Prawa, Administracji i Ekonomii Uniwersytetu Wrocławskiego, adwokat.

## Życiorys
Maciej Szostak jest absolwentem magisterskich studiów filozoficznych na Wydziale Nauk Społecznych Uniwersytetu Wrocławskiego (1995) oraz magisterskich studiów prawniczych na Wydziale Prawa, Administracji i Ekonomii (1999), a także Studiów Doktoranckich Nauk o Polityce, Filozofii i Socjologii (1996) na Wydziale Nauk Społecznych oraz Doktoranckich Studiów Nauk Prawnych (1999) na Wydziale Prawa, Administracji i Ekonomii na Uniwersytecie Wrocławskim. Uczeń prof.zw. dra hab. K. Bala, pod którego naukową opieką obronił magisterium (1995), a następnie pracę doktorską z antropologii filozoficznej pt. Filozofia człowieka Rudolfa Steinera na Wydziale Nauk Społecznych UWr., uzyskując stopień doktora nauk humanistycznych w zakresie filozofii (1996). Habilitację w zakresie prawa, kryminologii i kryminalistyki uzyskał w 2002 roku na Wydziale Prawa, Administracji i Ekonomii na podstawie dorobku naukowego oraz rozprawy habilitacyjnej pt. Sekty destrukcyjne. Studium metodologiczno-kryminalistyczne. Tytuł naukowy profesora nauk prawnych otrzymał od Prezydenta Rzeczypospolitej Polskiej Bronisława Komorowskiego w 2015 roku.
Jest zatrudniony na stanowisku profesora Katedry Kryminologii i Nauk o Bezpieczeństwie Wydziału Prawa, Administracji i Ekonomii Uniwersytetu Wrocławskiego. Był zatrudniony na stanowisku profesora nadzwyczajnego Katedry Własności Intelektualnej, Prawa Administracyjnego i Europejskiego Wydziału Ekonomii i Zarządzania Politechniki Opolskiej, Katedry Medycyny Sądowej Wydziału Lekarskiego Uniwersytetu Medycznego im. Piastów Śląskich we Wrocławiu, oraz Katedry Kryminalistyki Wydziału Prawa, Administracji i Ekonomii Uniwersytetu Wrocławskiego, a jako profesor w Wyższej Szkole Pedagogiki i Administracji im. Mieszka I w Poznaniu oraz w Wyższej Szkole Zarządzania „Edukacja” we Wrocławiu.
Jest autorem prac naukowych w zakresie: nauk penalnych, sądowych, nauk o bezpieczeństwie oraz antropologii filozoficznej w językach: polskim, angielskim, niemieckim, włoskim, a także opinii prawnych i ekspertyz.
W 2024 roku został członkiem, powołanej na kadencję 2024–2027, Komisji Bioetycznej na Politechnice Wrocławskiej.